# Yangon

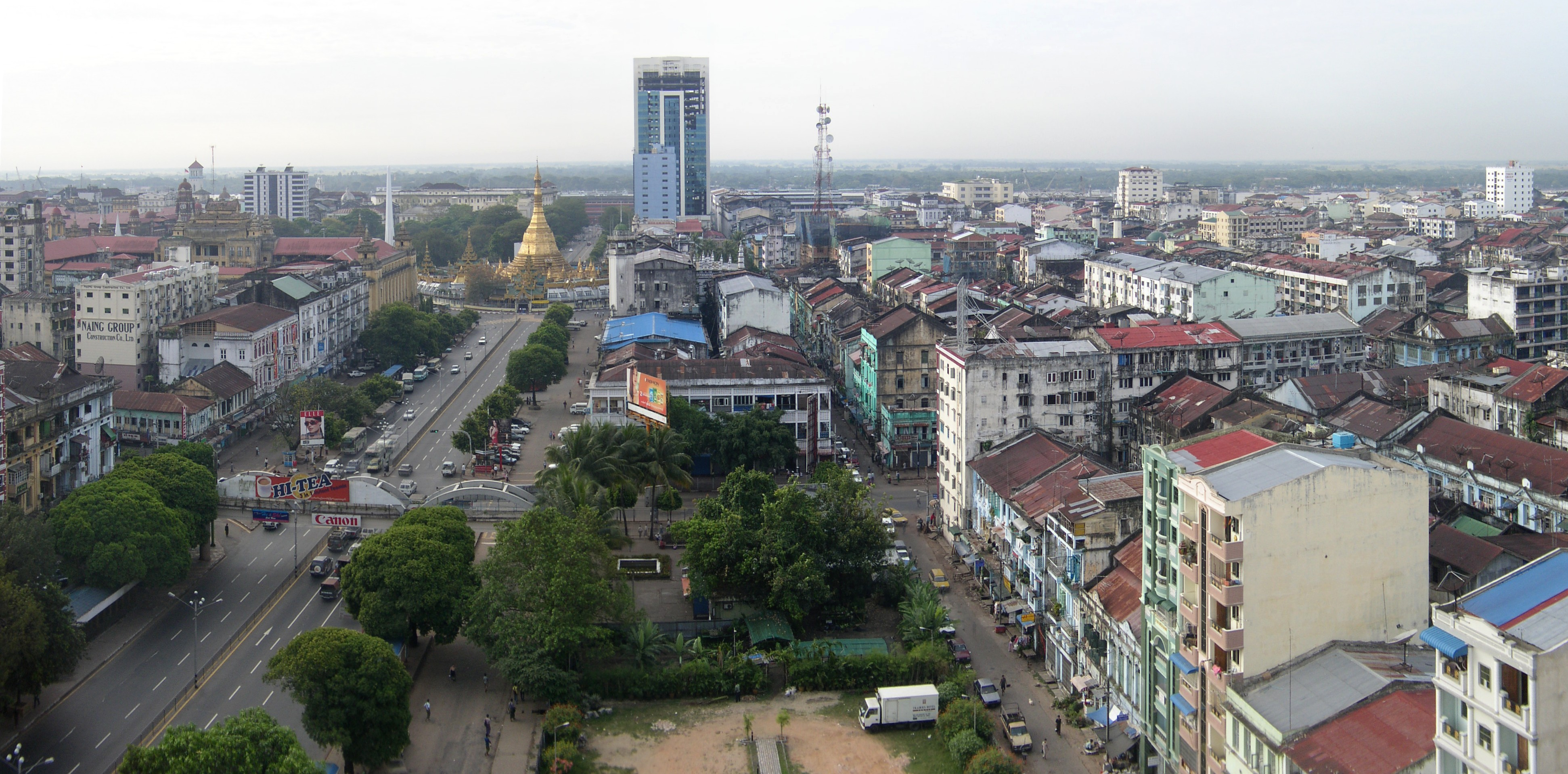
Yangon

Yangon (ရန္‌ကုန္‌မ္ရုိ့ în birmană, în timpul administrației coloniale britanice: Rangoon) cu o populație de aproximativ 5 milioane de locuitori, este cel mai mare oraș din Myanmar. A fost capitala țării până în 2006, când junta militară s-a mutat la Naypyidaw.